# Registre de panneau de signalisation en France
 (août 2022).
La mise en forme du texte ne suit pas les recommandations de Wikipédia : il faut le « wikifier ».
Les points d'amélioration suivants sont les cas les plus fréquents. Le détail des points à revoir est peut-être précisé sur la page de discussion.
- Les titres sont pré-formatés par le logiciel. Ils ne sont ni en capitales, ni en gras.
- Le texte ne doit pas être écrit en capitales (les noms de famille non plus), ni en gras, ni en italique, ni en « petit »…
- Le gras n'est utilisé que pour surligner le titre de l'article dans l'introduction, une seule fois.
- L'italique est rarement utilisé : mots en langue étrangère, titres d'œuvres, noms de bateaux, etc.
- Les citations ne sont pas en italique mais en corps de texte normal. Elles sont entourées par des guillemets français : « et ».
- Les listes à puces sont à éviter, des paragraphes rédigés étant largement préférés. Les tableaux sont à réserver à la présentation de données structurées (résultats, etc.).
- Les appels de note de bas de page (petits chiffres en exposant, introduits par l'outil «  Source ») sont à placer entre la fin de phrase et le point final[comme ça].
- Les liens internes (vers d'autres articles de Wikipédia) sont à choisir avec parcimonie. Créez des liens vers des articles approfondissant le sujet. Les termes génériques sans rapport avec le sujet sont à éviter, ainsi que les répétitions de liens vers un même terme.
- Les liens externes sont à placer uniquement dans une section « Liens externes », à la fin de l'article. Ces liens sont à choisir avec parcimonie suivant les règles définies. Si un lien sert de source à l'article, son insertion dans le texte est à faire par les notes de bas de page.
- La présentation des références doit suivre les conventions bibliographiques. Il est recommandé d'utiliser les modèles {{Ouvrage}}, {{Chapitre}}, {{Article}}, {{Lien web}} et/ou {{Bibliographie}}. Le mode d'édition visuel peut mettre en forme automatiquement les références.
- Insérer une infobox (cadre d'informations à droite) n'est pas obligatoire pour parachever la mise en page.

Pour une aide détaillée, merci de consulter Aide:Wikification.
Si vous pensez que ces points ont été résolus, vous pouvez retirer ce bandeau et améliorer la mise en forme d'un autre article.
 (août 2022).
Sa qualité peut être largement améliorée en utilisant un vocabulaire plus directement compréhensible.
Un registre est une partie d’un panneau de signalisation routière comportant un bloc de mentions homogènes.

## Définition
Un bloc[Quoi ?] est dit « homogène » lorsqu'il regroupe des mentions de même couleur et, au sein d'une même couleur, suivant qu'elles sont, par exemple :
- relatives à une même direction,
- séparées suivant qu'elles sont dominées ou non[pas clair],
- séparées suivant qu'elles sont classées ou non[pas clair],
- concernées par un même symbole[pas clair].

## Nombre de registres selon la typologie des panneaux
- Panneaux de position D20 : un registre. Plusieurs panneaux D20 peuvent être empilés sur le même mât. On parle alors d'ensemble de panneaux D20 ;
- Panneaux de signalisation avancée D30 et Da30 : toujours constitués de plusieurs registres ;
- Panneaux de présignalisation type D41 et D43 : plusieurs registres empilés ;
- Panneaux de présignalisation type D42 : un seul registre ;
- Panneaux d'avertissement type D50 et Da50 : plusieurs registres empilés ;
- Panneaux de confirmation D61 et D62 : un registre. Plusieurs panneaux D60 peuvent être empilés sur le même mât. On parle alors d'ensemble de panneaux D61 ou D62 ;
- Panneaux de confirmation D63 : plusieurs registres ;
- Panneaux de signalisation complémentaire type D70 : un registre ;
- Panneaux de localisation type E30 : un registre.

|  |  |

## Nombre de mentions
Un bloc homogène, et donc un registre, compte au maximum trois lignes.
Dans un bloc homogène les mentions sont inscrites de haut en bas par ordre de distance décroissante.

## Ordonnancement des registres
Les registres sont répartis par couleur en disposant de haut en bas : les registres bleus, les registres verts et les registres blancs. L’ordre des registres de même couleur dépend des cas de figures[évasif].

## Sources
- Instruction interministérielle du 22 mars 1982 relative à la signalisation de direction.